# There's a Lull in My Life
«There's a Lull in My Life» es una canción de 1937, compuesta por Mack Gordon y Harry Revel para la película Wake Up and Live. Con una letra sentimental, que lamenta la ausencia de la persona amada, fue lanzada en dicho año como sencillo y se convirtió en el único gran éxito de Alice Faye. Otras versiones populares de este tema incluyen la de Teddy Wilson (cantada por Helen Ward), la de George Hall y su orquesta, y la de Duke Ellington (cantada por Ivy Anderson).
También fue interpretada por Nat King Cole, Natalie Cole, Ella Fitzgerald, Chet Baker, Johnny Hartman y Tony Bennett. La canción es un estándar del jazz.
En 2014, Jamie Berry usó un sample de la versión de Carroll Gibbons en su canción de electroswing «Heart», perteneciente al EP Grandiose.